# Saunja (Lääne-Nigula)
Saunja est un village de la commune de Lääne-Nigula du comté de Lääne en Estonie. Au 31 décembre 2011, il compte 80 habitants.